# 中央苏区反围剿战争
是第一次國共內戰為於1930年至1934年年間，中國國民黨與中国共产党之間的大規模戰爭。西方學者稱為「圍剿戰爭」 ；日本稱之為「掃共戰」。這次戰爭共有5次比较大的战役。第五次战役后，中国共产党军事失利，红军主力离开中央苏区，通过长征北上，中国共产党军事力量最终得以保存。

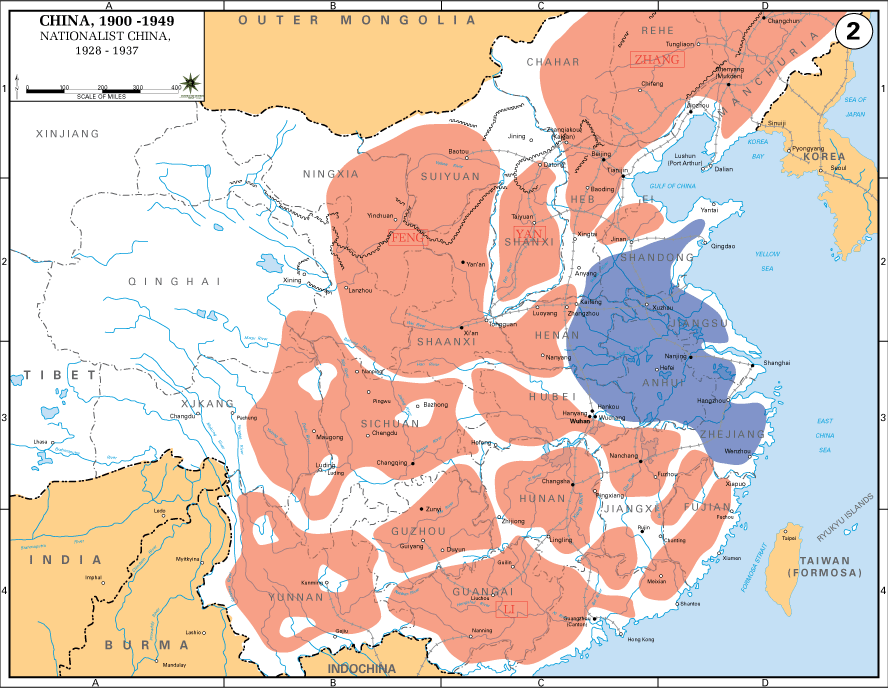
1929年中國的情況：北伐完成后，國民政府直接控制中國華東精華區域，當時中國其他的地區雖然名義上屬於國民政府，實際上由各個軍閥掌控，最北方為蒙古人民共和國。1932年東北成立依附於日本的滿州國。
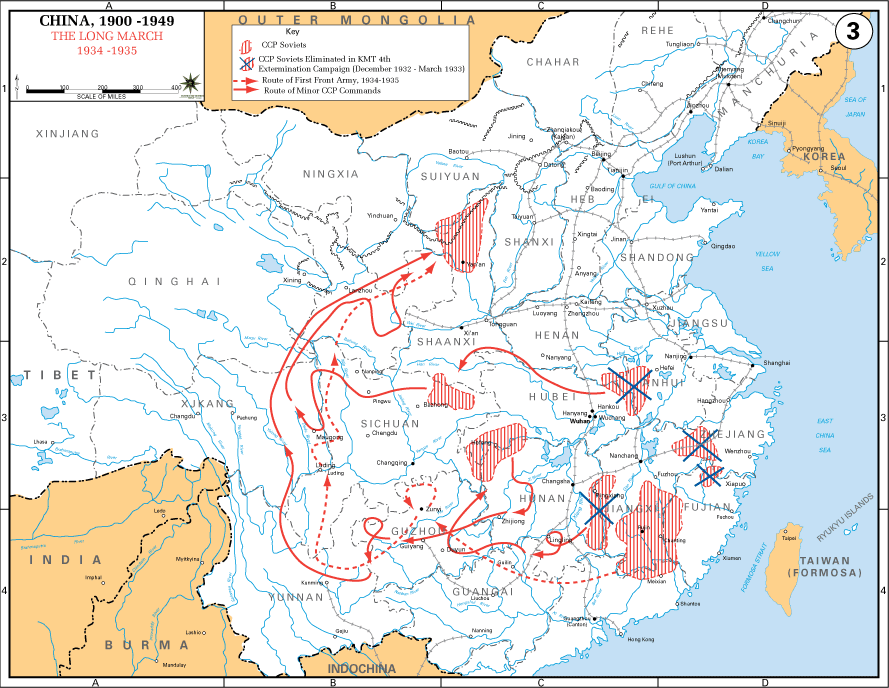
中國工農紅軍的長征路線示意圖。
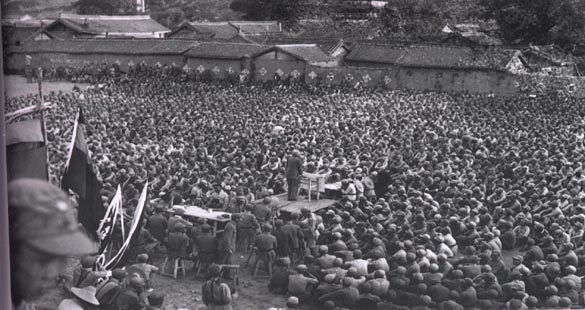
共產黨的領導對長征倖存者動員講話。